# Dolkfisk
Dolkfisk (Aphanopus carbo), en fisk i familjen hårstjärtfiskar som finns i Nordatlanten. 

## Utseende
Dolkfisken är en långsmal fisk med liten stjärtfena, stort huvud och mun med långa huggtänder. Bakom analöppningen har den en kraftig tagg. Ryggfenan är lång och täcker större delen av ryggen; den främre delen består av 38 till 41 taggstrålar, medan den bakre delen har 52 till 56 mjukstrålar. Mellan de två delarna finns en tydlig ingröpning. Kroppsfärgen är mörkt kopparfärgad till lila, men efter döden blir fisken snabbt svart. Gälhålan och munnens insida är svarta. Ungfiskarna har förkrympta bröstfenor som består av en enda stråle, men dessa försvinner helt hos de vuxna fiskarna. Längden ligger vanligtvis kring 70 cm, men arten kan bli 110 cm lång. Som mest kan den väga omkring 2 kg.

## Vanor
Arten lever på ett djup mellan 200 och 1 700 m (ungfiskarna högre upp) men vandrar till högre vattenlager under natten för att äta. Födan består av kräftdjur, bläckfiskar och fiskar (främst skolästfiskar, djuphavstorskar och släthuvudfiskar).

### Fortplantning
Dolkfisken blir könsmogen vid en längd av 80 till 85 cm. Vid farvattnen väster om Brittiska öarna leker den i november till april på ett djup mellan 700 och 900 m. Ägg och yngel är pelagiska. Varje gång får honan upp till 300 000 ägg, varav många inte överlever.

## Kommersiell användning
Arten är en populär matfisk, dess rom en delikatess. Fisken fångas med trål och djuphavslångrev (det senare främst utanför Madeira). Eftersom fisken stiger närmare vattenytan på natten och då är lättare åtkomlig, ger nattfiske de bästa fångsterna. Främsta fångstnationer är Frankrike och Portugal.
Eftersom dolkfisken är byggd för ett liv djupt under vattenytan, där trycket är mycket högt, närmast exploderar den, när den kommer upp över vattenytan. Det ger då effekten att magen och andra inälvor kastas ut genom munnen: fisken "kräks". Detta tvättas bort, innan fångsten kommer till försäljning, då många gånger även det skräckinjagande huvudet avlägsnats.
På Madeira är anrättningar med dolkfisk något av en nationalrätt, och kallas där på portugisiska espada, eller mera precis espada preto, alternativt espada preta.
(Ordet espada ska inte förväxlas med det liknande ordet espetada, som är en annan typisk rätt för Madeira. Orden är språkligt inte besläktade med varandra.) Dolkfiskens fullständiga namn på portugisiska är f ö Peixe Espada Preto.

## Utbredning
Dolkfisken finns i Nordatlanten från Danmarkssundet i väst samt farvattnen söder om Island och väster om Brittiska öarna i öst till omkring 30°N. Den finns också vid den mittatlantiska ryggen. Osäkra fynd vid Guinea-Bissau och Chile har rapporterats. Utbredningsområdet inkluderar bland annat farvattnen utanför Iberiska halvön och Madeira men inte Medelhavet. Den har dessutom påträffats vid Norge  och i japanska vatten.

## Etymologi
Aphanopus kan härledas från ett grekiskt ord, som betyder utan ben, vilket syftar på avsaknaden av bröstfenor hos de vuxna fiskarna.
Carbo är latin och betyder kol, som är svart. Ordet valt med anledning av att fisken blir svart sedan den tagits upp ur vattnet.